# Опитний (Нерчинський район)
О́питний (рос. Опытный) — селище у складі Нерчинського району Забайкальського краю, Росія. Входить до складу Заріченського сільського поселення.

## Історія
Село було утворено 2013 року шляхом виділення зі складу селища Зарічний.